# Пухын (станция метро)
«Пухын» (кор. 부흥 — Возрождение) — станция Пхеньянского метрополитена. Расположена на линии Чхоллима за станцией «Ёнгван» и является конечной.
Название станции — «Пухын» — связано с тематикой северокорейской революции.

## История
- Открыта 10 апреля 1987 года в составе участка «Понхва» — «Пухын».
- До 2010 года «Пухын» была одной из двух станций метро, которые можно было посетить иностранным туристам — наряду со станцией «Ёнгван». Их посещение входило в стандартную экскурсионную программу в Пхеньяне.

## Вестибюли и пересадки
Имеется один вестибюль, находящийся в квартале Понхак (кор. 봉학동) промышленной части округа Пхёнчхон (кор. 평천) и ведущий на улицу Сэмаыль. Наземный вестибюль соединён со станционным залом эскалатором. Рядом с вестибюлем располагаются Пхеньянская ТЭЦ, творческое объединение «Мансудэ», троллейбусный парк и троллейбусный завод, ряд крупных фабрик.

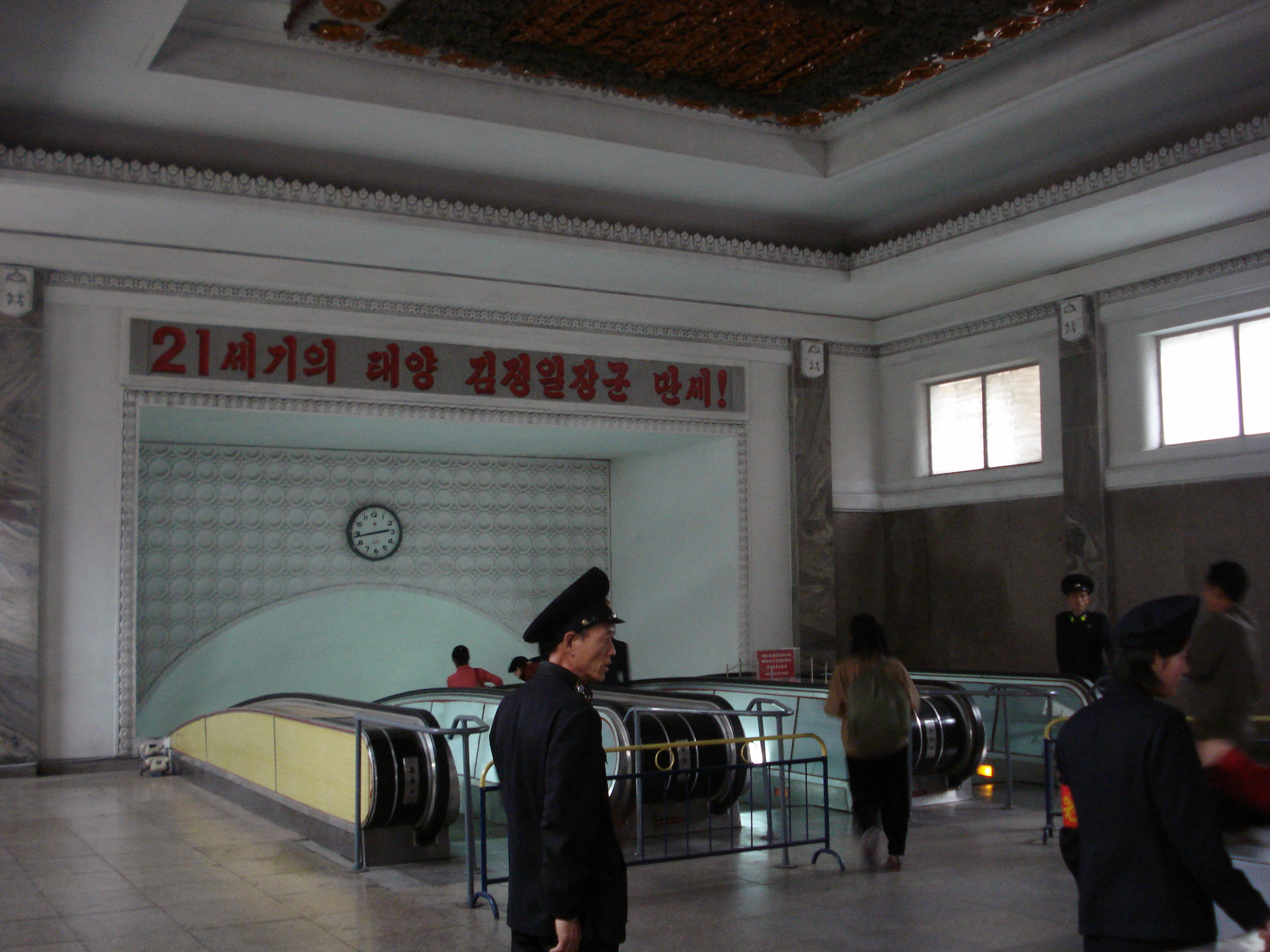
Внутри вестибюля. 31 мая 2009 года
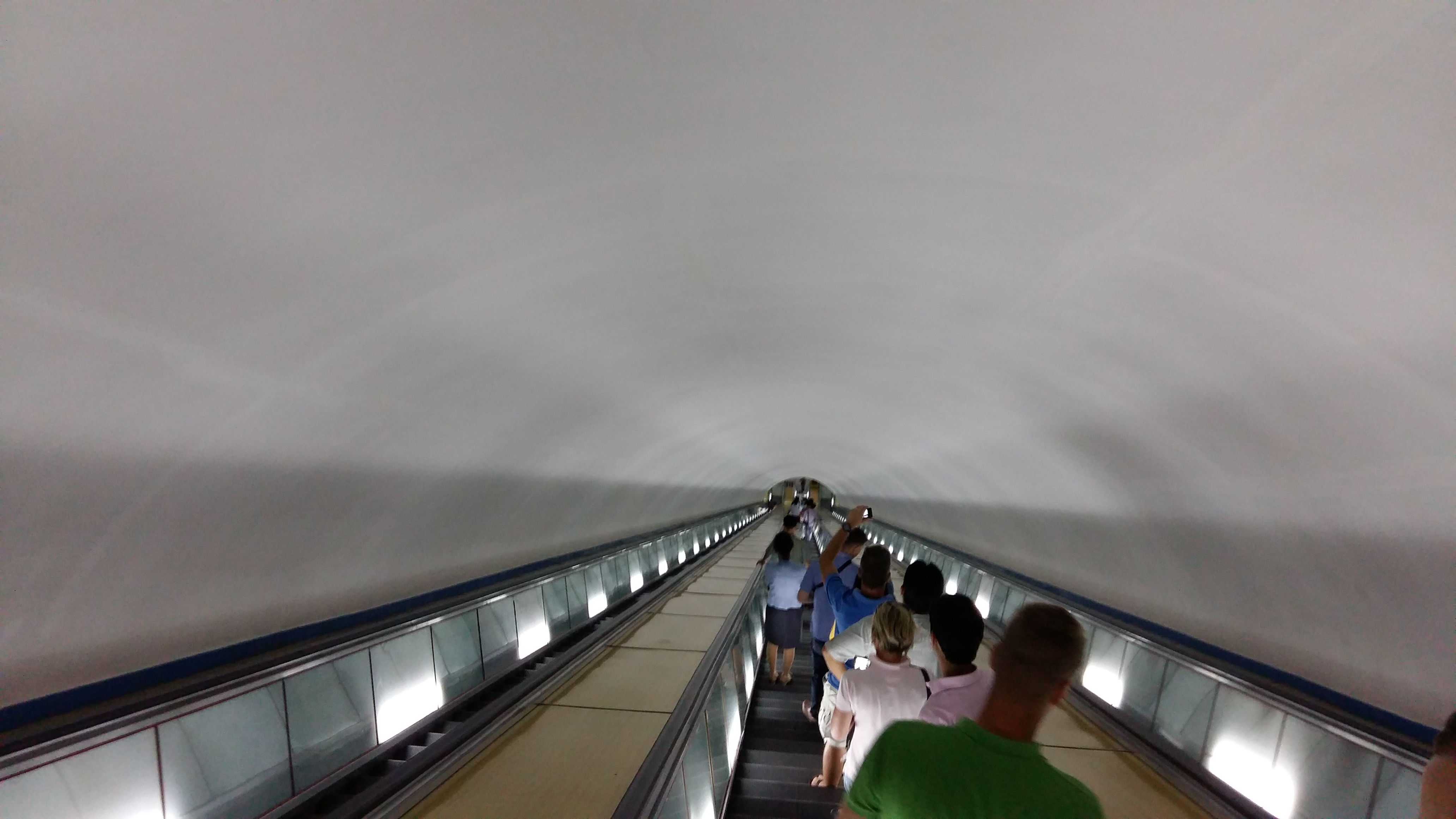
Эскалатор одной из самых глубоких станций мира. 9 сентября 2015 года
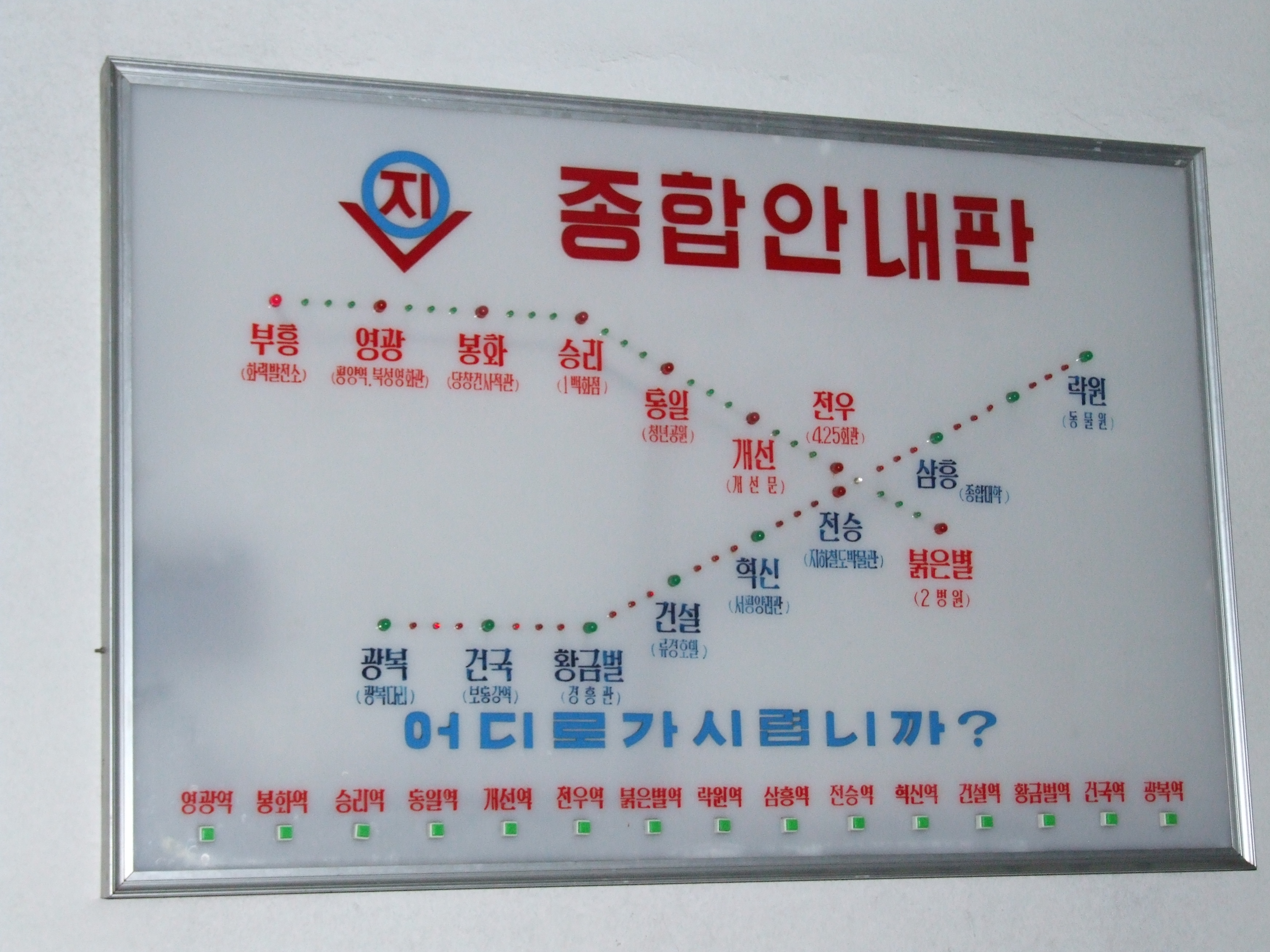
Новое навигационное табло в вестибюле станции. 7 августа 2012 года

## Конструкция и оформление
«Пухын» — односводчатая станция глубокого заложения (глубина — более 100 м). Является одной из самых глубоких станций пхеньянского метрополитена и одной из самых глубоких в мире.
Станция выполнена в классическом стиле сталинского ампира. На торцевой стене расположено большое мозаичное панно «Великий Лидер Товарищ Ким Ир Сен среди рабочих». На боковых стенах также имеются мозаичные панно.

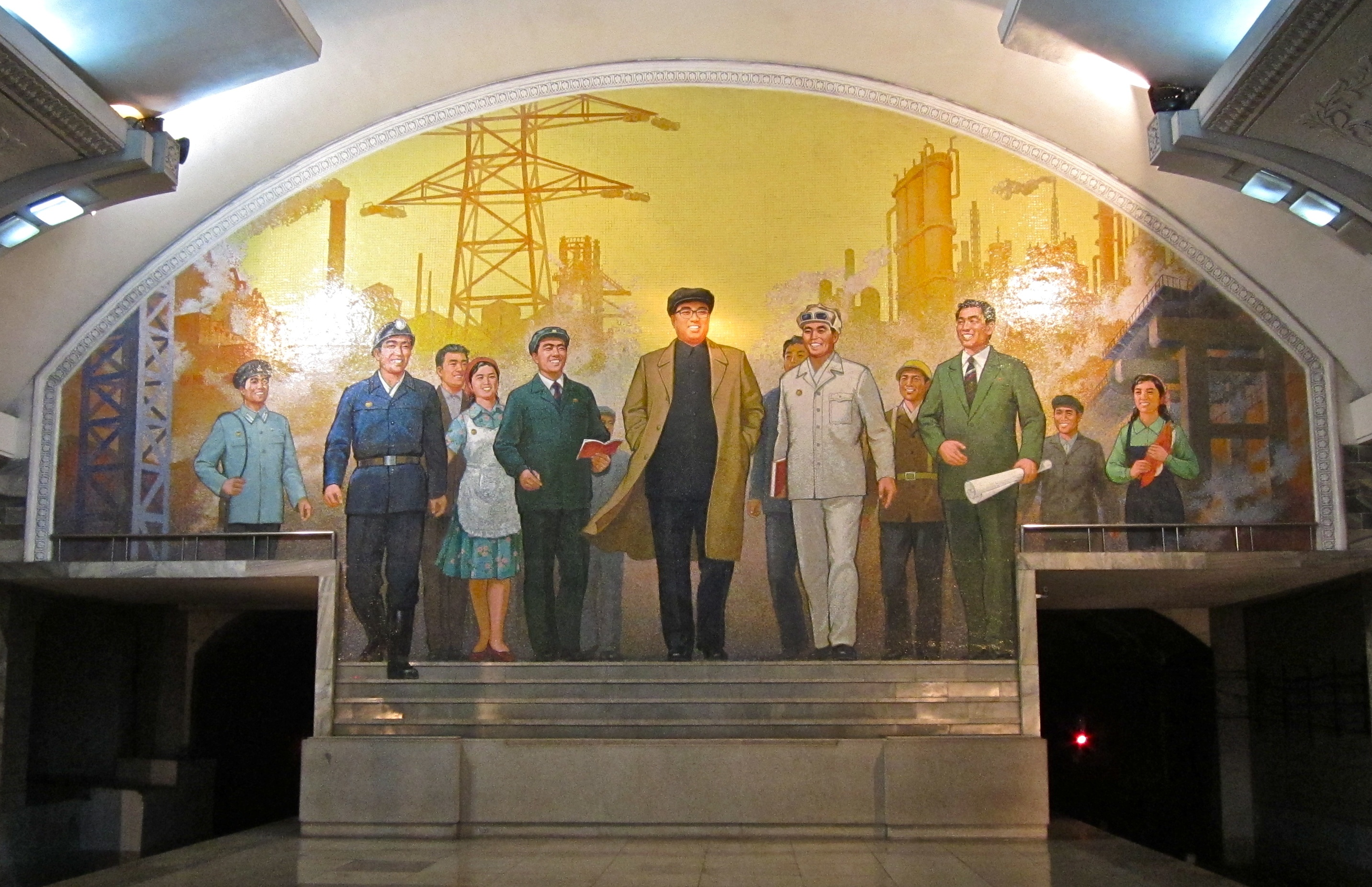
Мозаичное панно на торцевой стене. 1 мая 2010 года
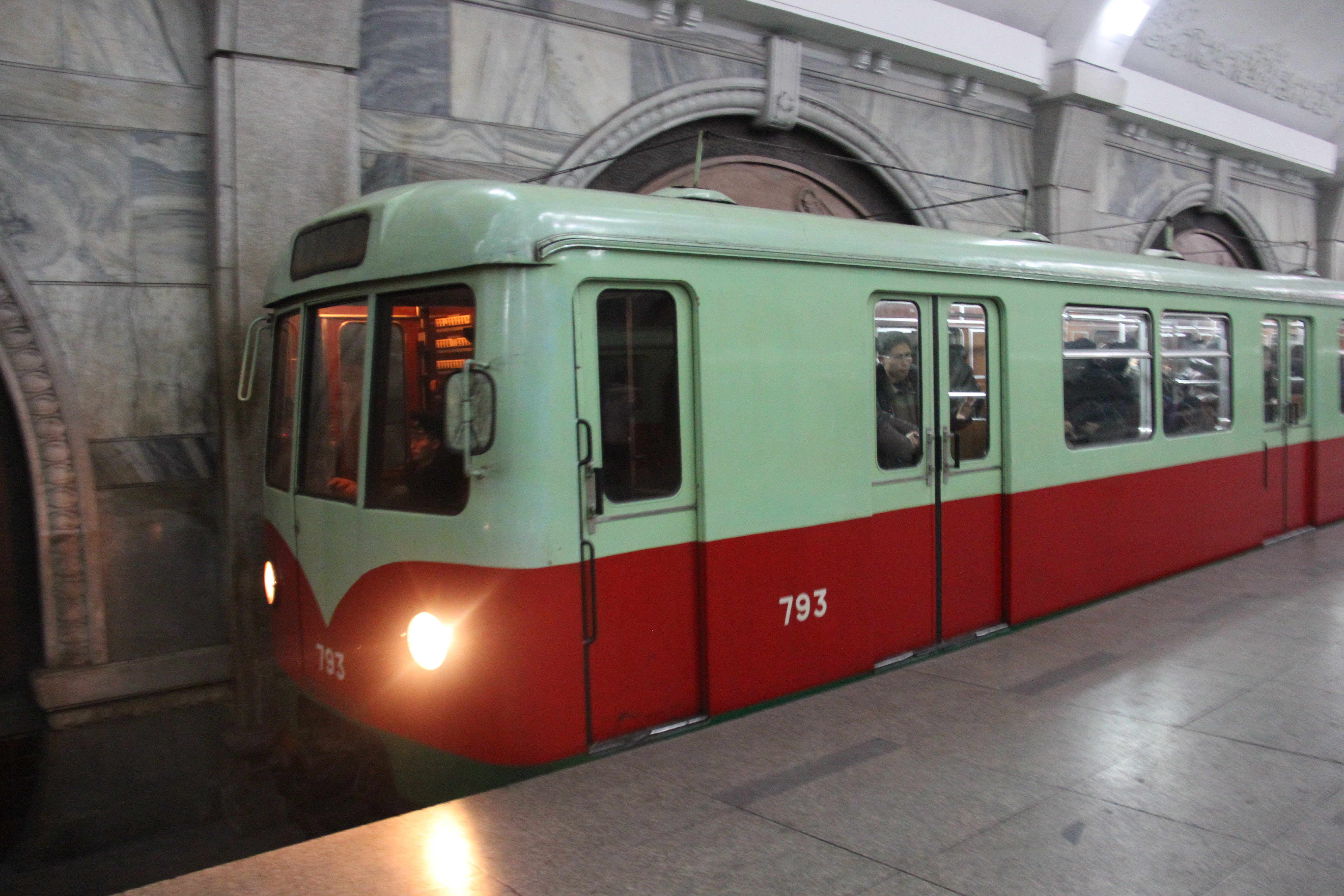
Поезд на станции. 6 января 2014 года
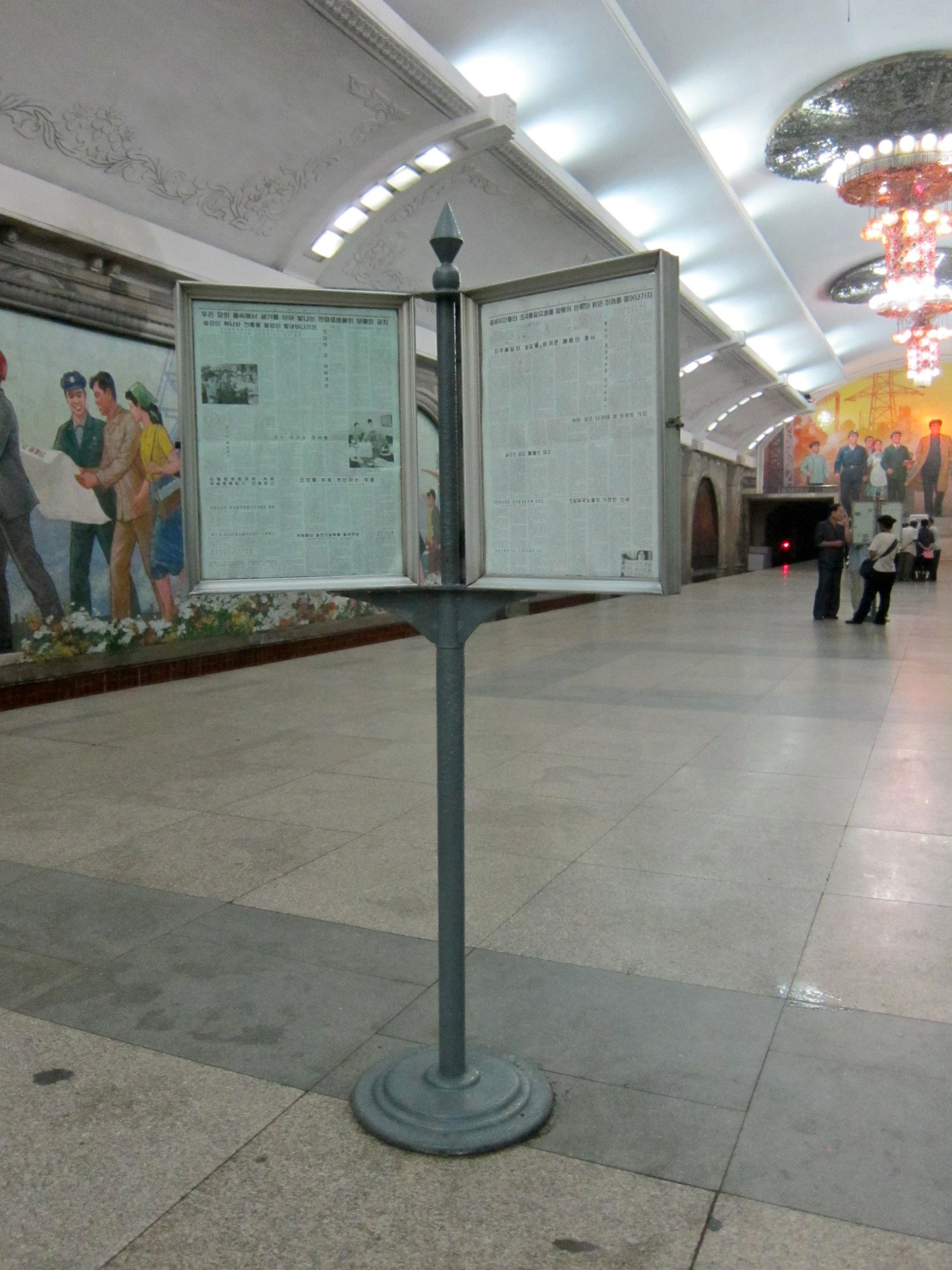
Газетный стенд. 6 августа 2012 года

## Фотографии

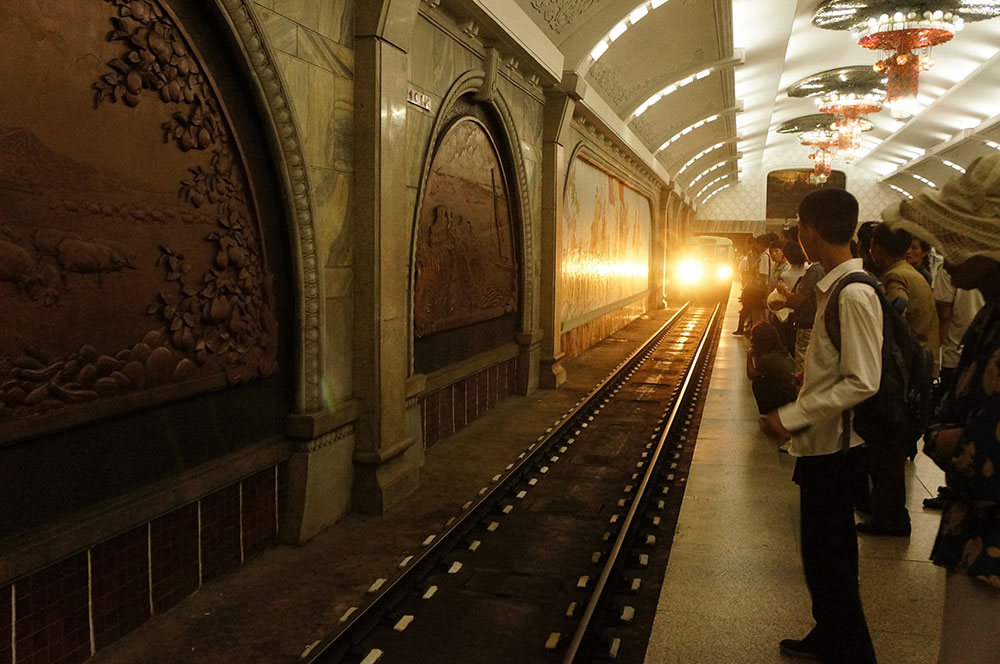
Пассажиры ожидают поезд на перроне. 18 октября 2013 года
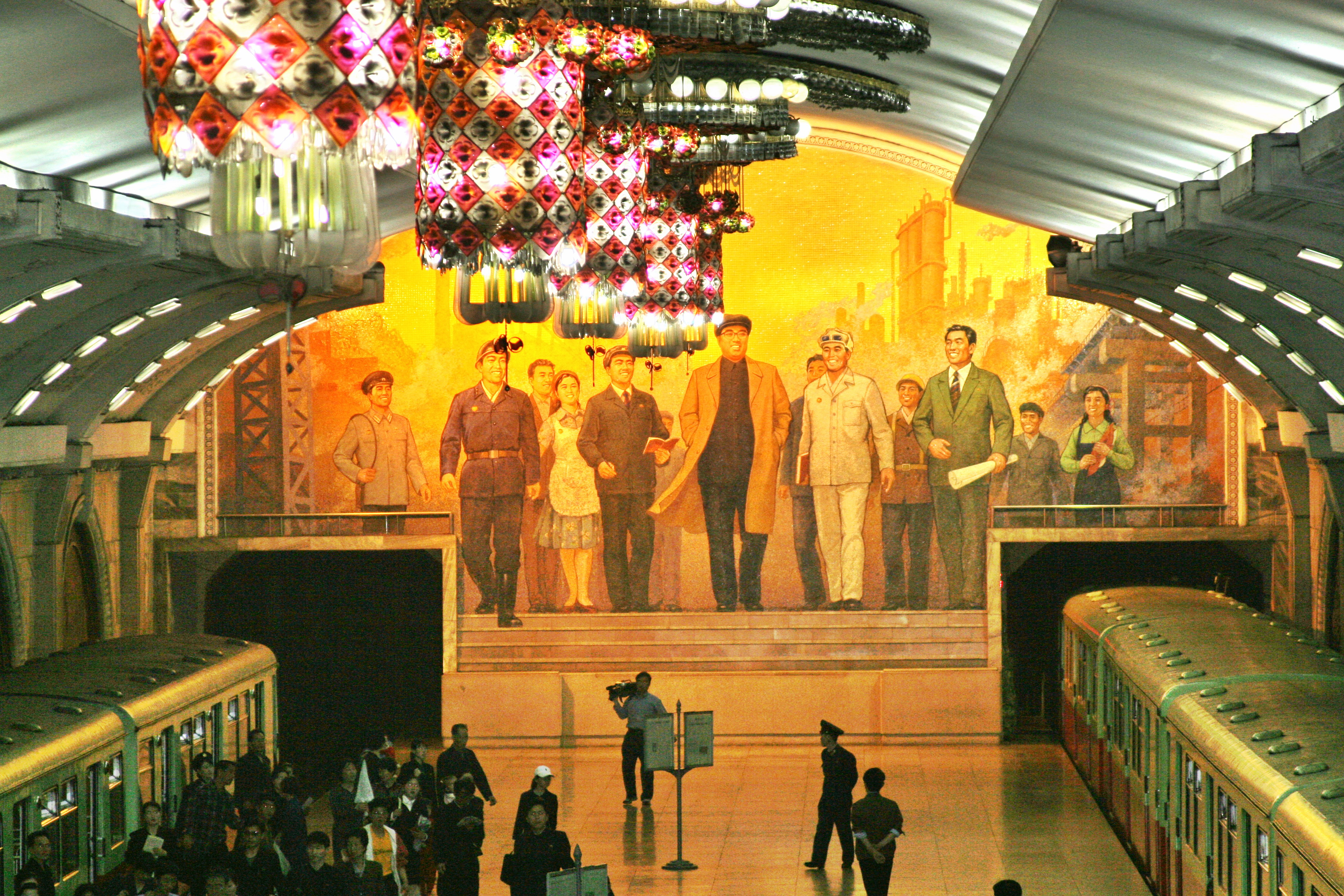
Вид на торцевое панно. 7 мая 2007 года
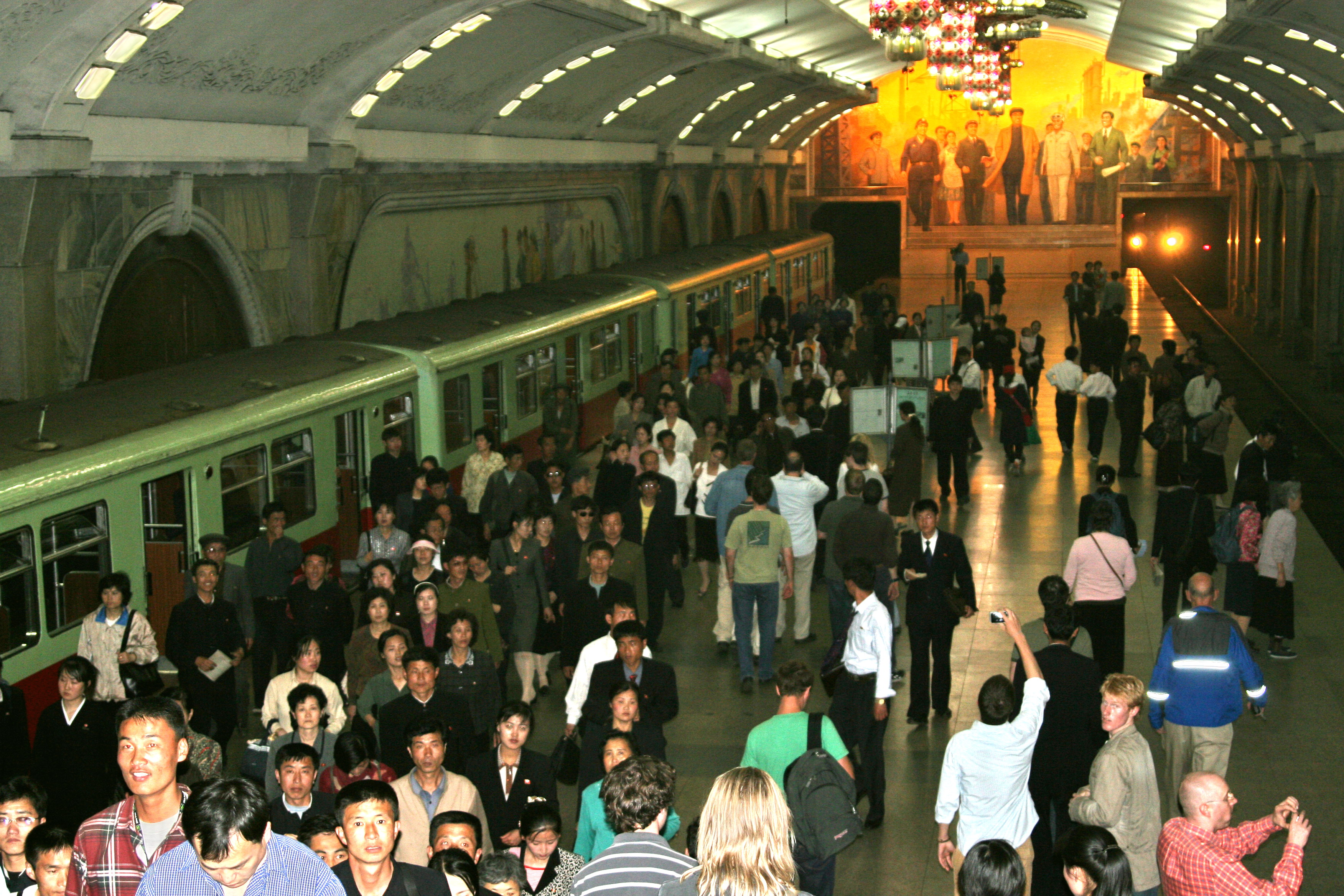
Станция в час пик. 7 мая 2007 года
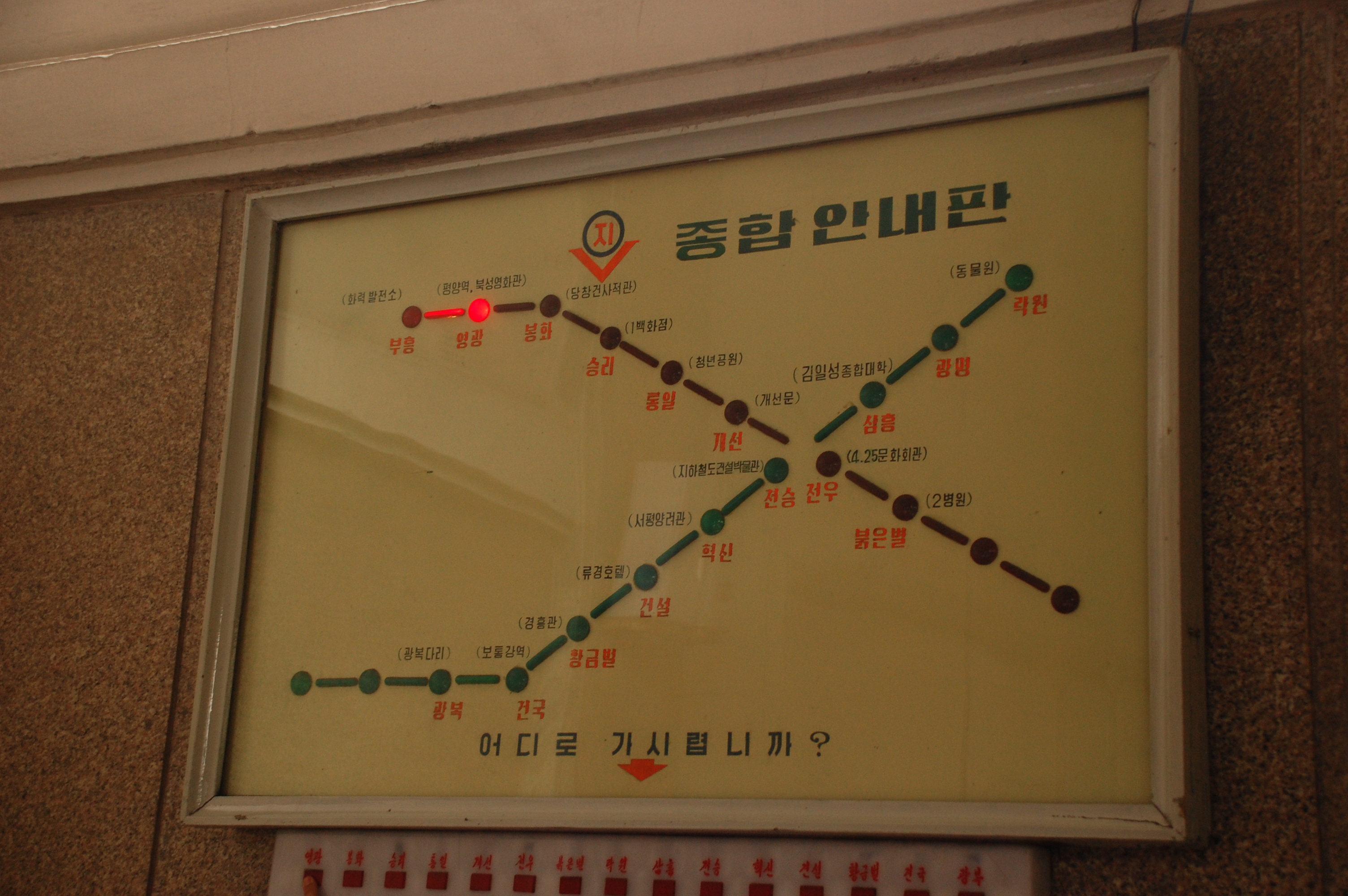
Старое навигационное табло на станции. 28 июля 2007 года
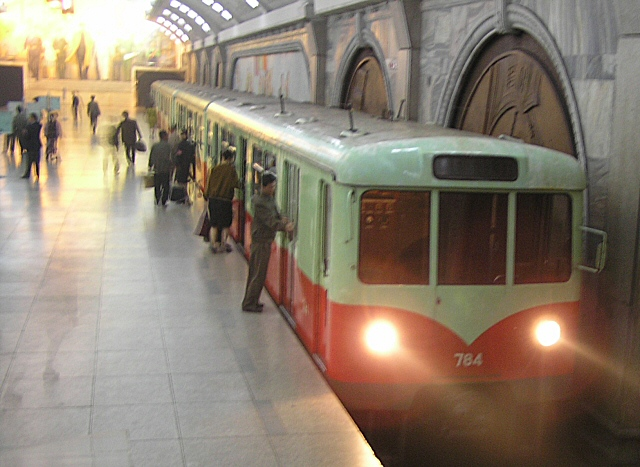
Поезд на станции. 7 апреля 2004 года